# Limangus
Limangus es una raza de ganado bovino, criada para el consumo de su carne. Es la primera raza sintética de ganado bovino desarrollada en la República Argentina por y para productores y bajo condiciones naturales y extensivas.

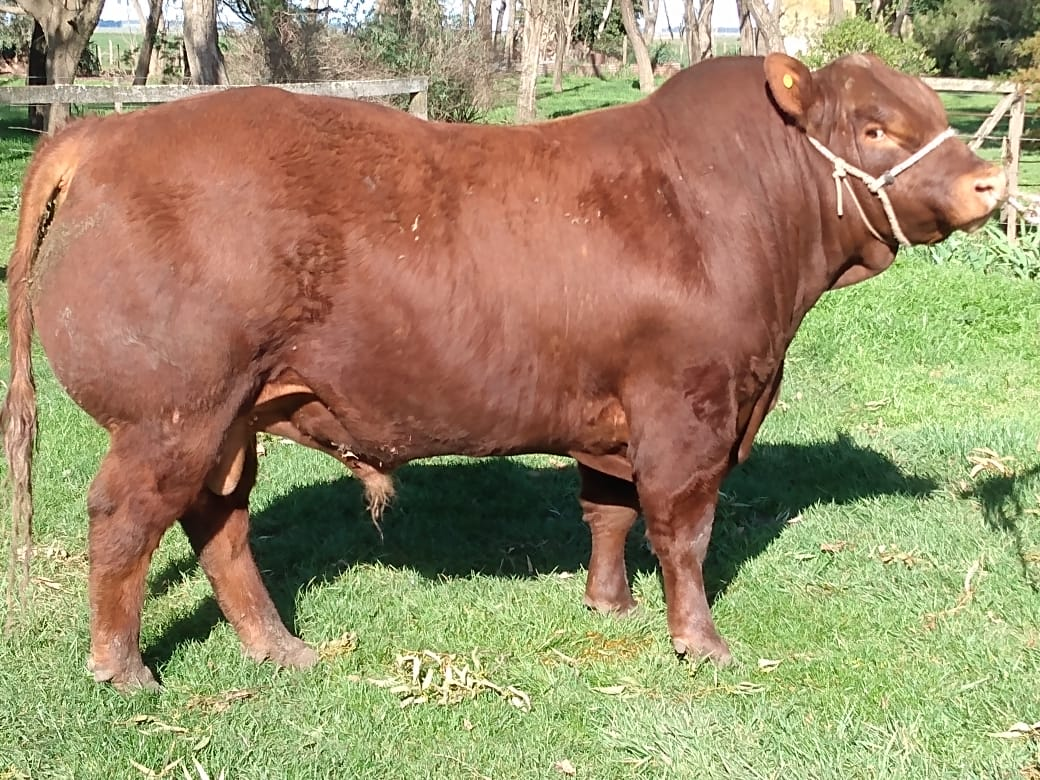
Raza Limangus

## Historia de la raza
A comienzos de la década del 70, surgió en la provincia de Buenos Aires (Argentina) un grupo de productores con la idea de combinar en una sola raza el rendimiento carnicero del Limousin (originaria de Francia) y la fertilidad y rusticidad del Aberdeen Angus (originaria de Escocia y por años adaptada a las condiciones geográficas y climáticas argentinas con buenos índices de reproducción).
El objetivo inicial de cruzar con Limousin fue dar más crecimiento y mejores cualidades carniceras al Angus. Numerosos fueron los cruzamientos realizados en cuanto a porcentajes de sangre de una raza y otra, y se llegó a la conclusión de que el producto 3/8 Limousin 5/8 de Angus reúne las características productivas buscadas, conservando buena parte del vigor híbrido propio de los cruzamientos. Este biotipo estabilizado de la nueva raza Limangus fue la culminación de muchos años de pruebas de rendimiento en frigoríficos y de adaptación a restricciones forrajeras, comunes a los criadores que invernan su propia producción. También fue seleccionado por facilidad de partos en servicio a los 15 meses y por facilidad de engorde.
Desde la década de los 70, durante 30 años, se desarrolló la selección de esta raza mocha destinada a producir reses livianas de fácil terminación. La raza fue aprobada por parte de la Sociedad Rural Argentina y se realizó la apertura del herd book de pedigree. Asimismo, la raza Limangus comenzó su camino en la Exposición Anual de Palermo (Buenos Aires), la muestra agro ganadera más tradicional de la Argentina, desde 1991 hasta la fecha.
Poco a poco la raza se fue conociendo entre los productores argentinos teniendo una lenta pero firme aceptación y la tracción de la demanda fue también impulsada por feedlots, matarifes, y frigoríficos debido a su alto rinde carnicero. A fin de los años 90, los criadores que se dedican a esta raza Limangus, se separan de la Asociación Argentina de Criadores Limousin y fundan Proliar, la Asociación de Productores Argentinos de Limangus. En 2022, la Asociación de Criadores de Limangus cuenta con más de 100 socios y en los últimos 5 años se inspeccionaron y registraron más de 19.500 vientres.
Debido a su reconocimiento y adaptabilidad la raza fue extendiendo sus fronteras en la pampa húmeda y en el norte de la Argentina y hoy toma impulso expandiendo sus fronteras fuera de la Argentina, actualmente en el vecino Uruguay, donde se aúnan esfuerzos en la nueva Sociedad de Criadores de Limangus.

## Morfología
La raza Limangus eliminó las características no deseables de las razas originarias para conservar las virtudes tanto de Limousin como de Angus. Así, se creó un biotipo intermedio, rústico y fértil, de buen potencial de crecimiento y desarrollo de importantes masas musculares.
El Limangus se destaca por su velocidad de crecimiento, rendimiento al gancho, conformación muscular y por ser de huesos finos. Estas características se deben a la eficiente cruza entre la rusticidad del Limousin con el bajo costo de mantenimiento y la facilidad de parto del Angus. Es un animal mocho de color negro o colorado con pelaje liso y corto.
Los ejemplares adultos, con su importante desarrollo muscular, especialmente el de Argentina, poseen pesos de entre 600 a 900 kg. en los toros y 430 a 480 kg. en las vacas. Son animales de tamaño intermedio, compactos, profundos de costilla y de hueso delgado. Poseen la frente corta y los morros anchos, en los machos el cuello es corto y fuerte mientras que en la hembra es largo y fino.
Características del macho
En el macho sobresale su masa muscular, con una cobertura de grasa que provoca una facilidad de terminación en zonas marginales de invernada: tanto en frías como las del sur como en las zonas cálidas del norte argentino.
Las patas son cortas, lo cual indica una osificación precoz. Tiene huesos finos y aplomos correctos y posee una musculatura de buen desarrollo, con aspecto redondeado, evidente en cruz, dorso, lomo, escápulas y cuarto posterior, recubiertos por grasa subcutánea. Son animales mochos.
Características de la hembra

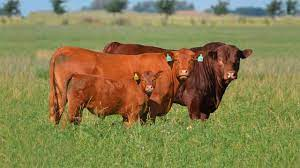
Un grupo de Limangus pastando

La hembra tiene facilidad de parto con precocidad sexual, teniendo habitualmente una cría al año. Genera novillos de fácil y rápida terminación tanto en zonas típicas de engorde como de invernada marginal e incluso en zonas de cría.
Durante las invernadas cortas, se obtienen novillos ideales para consumo de 380 kg a 420 kg y en procesos más largos, se logran novillos de diente de leche con la grasa necesaria que pesan entre 420 kg a 470 kg.

## Características productivas de la raza
La raza Limangus, se caracteriza, principalmente, por su excelente rendimiento en carne, tanto por lo expresado en media res como en cortes de carne a la mesa. Es una de las que mejor rendimiento de res y carne limpia provee al mundo. Al ser una raza carnicera, se rige bajo el lema “más carne de mayor valor”, ya que tiene más rendimiento en cortes finos (cortes pistola), se destacan por su área de ojo de bife y el engrasamiento justo, aportando como dice su lema grandes cantidades de carne de mayor valor y por eso logra precios máximos en los remates.
Tiene un gran interés económico por ser un animal de bajo costo de mantenimiento y por su importante musculosidad apoyado en su hueso fino. Una de sus principales ventajas es la fertilidad, la facilidad de parto y la grasa justa. Son animales que se desarrollan en todas las geografías, tanto en la pampa húmeda en Argentina como en zonas áridas y semiáridas.